# Бендерский городской Совет народных депутатов
Бендерский городской Совет народных депутатов (Бендерский горсовет) — представительный орган местного самоуправления, координирующий на данной территории деятельность всей системы местного самоуправления. Находится в городе Бендеры. Действует с 8 марта 1917 года.
Совет состоит из депутатов, избираемых гражданами Приднестровской Молдавской Республики, проживающими на территории города Бендеры в ходе свободных выборов, проводимых на основе всеобщего, равного и прямого избирательного права при тайном голосовании. В состав Совета входит 31 депутат.
Срок полномочий депутатов Совета — 5 лет. Полномочия Совета начинаются с момента открытия его первой сессии и заканчиваются с началом работы первой сессии Совета нового созыва.
Председатель — Кара Юрий Иосифович.
Последние на данный момент выборы в Бендерский городской Совет состоялись 29 ноября 2015 года.

## История

### 1917—1941
27 февраля 1917 года в России произошла вторая буржуазно-демократическая революция и образовалось двоевластие: с одной стороны — Советы рабочих и солдатских депутатов, органы власти трудящихся, с другой — Временное правительство, власть буржуазии.
В Бессарабии одним из первых Совет народных депутатов был создан в Бендерах. Вечером 8 марта по улице Советская, дом 44 (бывшая улица Соборная) состоялось первое заседание. В его состав вошли делегаты от рабочих железной дороги, судоходной дистанции, типографии, мельниц, служащие почтово-телеграфного ведомства, торгово-промышленных заведений и других организаций. Председателем временного исполнительного комитета Совета рабочих депутатов был избран О. Н. Блиц, заместителем избрали П. В. Добродеева. Через три дня после Великой Октябрьской революции в Бендерах состоялось пленарное заседание Совета рабочих и солдатских депутатов, которое признало власть Совета народных комиссаров и декреты Советской власти, «Декрет о земле» и «Декрет о мире». В январе 1918 года в городе была установлена Советская власть.
С 1918 по 28 июня 1940 года Бессарабия была оккупирована королевской Румынией. После освобождения Бендер VII сессией Верховного Совета СССР был принят закон об образовании союзной Молдавской ССР и о принятии её в состав СССР. В соответствии с решением ЦК ВКБ(б) от 3 июля 1940 года в Бессарабии было образовано 9 уездных комитетов партии. Бендерский уездком ВП(б) возглавил первый секретарь И. И. Антонюк, председателем уездного исполкома стал Д. Д. Носко. Бендерский исполнительный комитет возглавил В. Н. Никитин.

### 1941—2010
Во время Великой Отечественной войны, с июля 1941 года по июль 1944 года, исполком Горсовета временно прекратил свою деятельность.
28 августа 1944 года после освобождения Бендер от немецко-фашистских захватчиков состоялось первое заседание Бендерского горисполкома, на котором был избран в качестве председателя Н. И. Бирюков.
Позже, в 1977 году, Указом Президиума Верховного Совета ССР Исполнительные комитеты Советов депутатов трудящихся были переименованы в Исполнительные Комитеты Советов народных депутатов.
Политические события начала 1990-х, приведшие к распаду СССР, наложили отпечаток на историю города и привели к изменениям в структуре местных органов власти.
Во исполнение Постановления Верховного Совета Приднестровской Молдавской Республики № 544 от 5 ноября «О введении в действие Закона ПМР „Об органах местной власти, местного самоуправления и государственной администрации“» и Указом № 9 от 10 января 1995 года «О главе государственной администрации» был назначен глава администрации города Бендеры. С этого момента Исполнительный комитет прекратил свою деятельность, а городской Совет народных депутатов и его аппарат продолжил свою деятельность до окончания срока своих полномочий.

### 2010—2015
24 созыв был окончательно сформирован после дополнительных выборов, состоявшихся 27 марта 2010 года. Из 30 депутатов на должность председателя городского Совета народных депутатов был избран Антон Николаевич Онуфриенко, представляющий округ № 29. Продолжали действовать пять постоянных депутатских комиссий:
- по взаимодействию с правоохранительными органами и повышению уровня общественной безопасности, мандатам, вопросам депутатской деятельности и этике;
- по экономическому развитию и созданию условий повышения деловой активности и инвестиционной привлекательности, бюджету, внебюджетным фондам, торговле и правам потребителей;
- по промышленности, архитектуре, муниципальной собственности и земельным ресурсам;
- по здравоохранению, социальной защите граждан, делам семьи и детства, образованию, культуре, молодежной политике и спорту, экологии, взаимодействию с общественными, ветеранскими организациями и средствами массовой информации;
- по транспорту и связи, ценам и тарифам жилищно-коммунального хозяйства, повышению эффективности деятельности коммунальных служб и муниципальных организаций.

6 февраля 2014 года на должность председателя городского Совета народных депутатов был избран Кара Юрий Иосифович.

## Полномочия
Городской Совет народных депутатов города Бендеры в пределах своей компетенции самостоятельно решает все вопросы местного значения, исходя из интересов граждан, проживающих на территории города, и государственных интересов, проводит в жизнь решения вышестоящих органов государственной власти, обеспечивает соблюдение законности и правопорядка.

### Депутаты 25 созыва
1. Познанская Светлана Георгиевна
2. Чикирма Сергей Васильевич
3. Тарасов Олег Юрьевич
4. Владуца Михаил Константинович
5. Денгубенко Александр Иванович
6. Шайдуров Михаил Иванович
7. Колесниченко Александр Владимирович
8. Рудейчук Андрей Николаевич
9. Лисаченко Николай Валерьевич
10. Зосимчук Пётр Степанович
11. Керничук Валерий Иванович
12. Кравчук Юрий Владимирович
13. Кировский Владислав Геннадьевич
14. Кара Юрий Иосифович
15. Усатый Алексей Георгиевич
16. Журя Владимир Иванович
17. Буларга Юрий Андреевич
18. Марко Руслан Иванович
19. Семёнов Сергей Николаевич
20. Марченко Александр Викторович
21. Корниевский Владимир Владимирович
22. Голубнюк Александр Николаевич
23. Кучер Владимир Анатольевич
24. Бондарь Виталий Вячеславович
25. Добриогло Эдгар Георгиевич
26. Иванченко Роман Дмитриевич
27. Меленчук Виталий Михайлович
28. Стрымбей Михаил Григорьевич
29. Михалёва Светлана Викторовна
30. Иванов Андрей Борисович
31. Семёнов Николай Николаевич